# ژرژ پمپیدو
ژرژ ژان ریمون پُمپیدو (به فرانسوی: Georges Jean-Raymond Pompidou) (زاده ۵ ژوئیه ۱۹۱۱ – درگذشته ۲ آوریل ۱۹۷۴) نخست‌وزیر فرانسه در جریان جنبش دانشجویی-کارگری مه ۱۹۶۸ فرانسه و رئیس‌جمهور فرانسه از ۱۹۶۹ تا زمان مرگش در ۱۹۷۴ سیاستمدار و شخصیت ادبی فرانسوی بود.

## زندگی
ژرژ پمپیدو در ۱۹۱۱ در منطقه مون‌بودیف (Montboudif) فرانسه به دنیا آمد. پدرش معلم بود و وی از دانشسرای عالی فرانسه در رشته ادبیات فارغ‌التحصیل شد. سپس در مارسی و پاریس به تدریس پرداخت. در زمان اشغال فرانسه در جنگ جهانی دوم به جنبش مقاومت فرانسه پیوست و از ۱۹۴۴ تا ۱۹۴۶ به عنوان مشاور ژنرال دوگل در امور آموزشی فعالیت نمود. در ۱۹۵۸ پس از آنکه دوگل دوباره قدرت را به دست گرفت، پمپیدو را به ریاست کابینه و رئیس شورای وزیران برگزید. پمپیدو نقش قابل ملاحظه‌ای در تشویق دوگل به اعطای استقلال به مردم الجزایر و امضای معاهده صلح اویان در ۱۹۶۲ ایفا کرد. او همواره ریاست هیئتهای دولتی فرانسه که به الجزایر عزیمت می‌کردند را در دوران حکومت ژنرال دوگل برعهده داشت. او از ۱۹۶۲ تا ۱۹۶۸ نخست‌وزیر فرانسه بود که این مدت، طولانی‌ترین دوره نخست‌وزیری در جمهوری پنجم فرانسه بود. در پانزدهم ژوئیه ۱۹۶۹ پس از استعفای ژنرال دوگل، ژرژ پمپیدو که در آن زمان رئیس مجلس فرانسه بود به عنوان کاندیدای گُلیستها به ریاست جمهوری رسید. وی در ۱۹۷۰ اصلاحات گسترده‌ای را در قوانین کارگری فرانسه به وجود آورد.
ژرژ پمپیدو سرانجام در ساعت ۹ شب روز ۲ آوریل ۱۹۷۴ در دفتر کارش درگذشت و دوره ریاست جمهوری‌اش نیمه تمام ماند.
ژرژ پمپیدو یکی از شخصیت‌های ادبی و هنری شاخص فرانسه است. مرکز ملی هنر و فرهنگ ژرژ پمپیدو در پاریس به افتخار او نامگذاری شده‌است.

## جستارهای وابسته

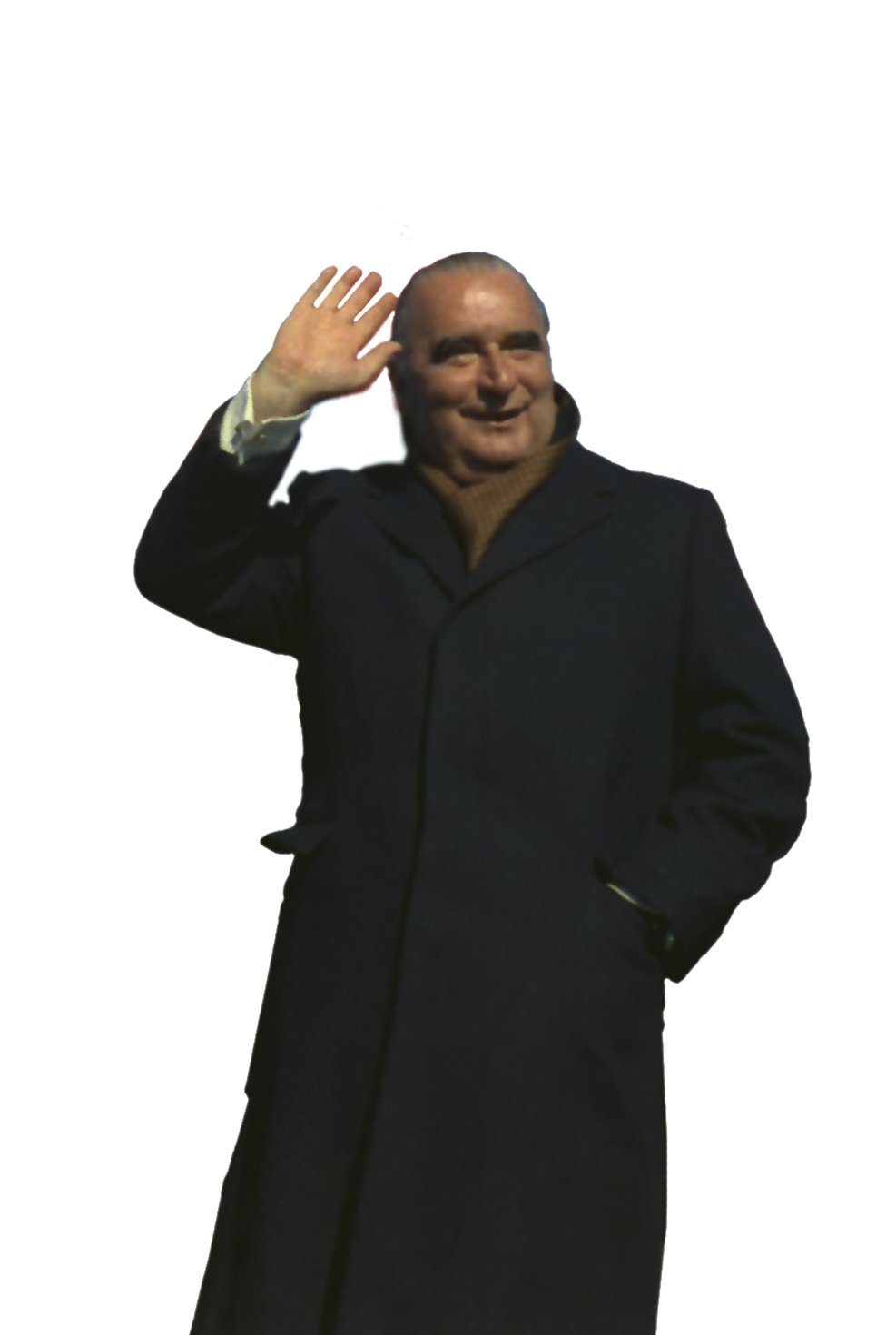
ژرژ پمپیدو، ۱۹۷۳ در ریکیاویک، ایسلند